# Narcinovití
Narcinovití (Narcinidae) je čeleď rejnoků z řádu parejnoci (Torpediniformes), jehož zástupci mají zaoblený disk a dlouhý, silný ocas často překračující délku těla. Většinu času tráví při dně mělkých teplých vod Atlantského, Tichého a Indického oceánu. Dokáží produkovat elektrické výboje.

## Popis

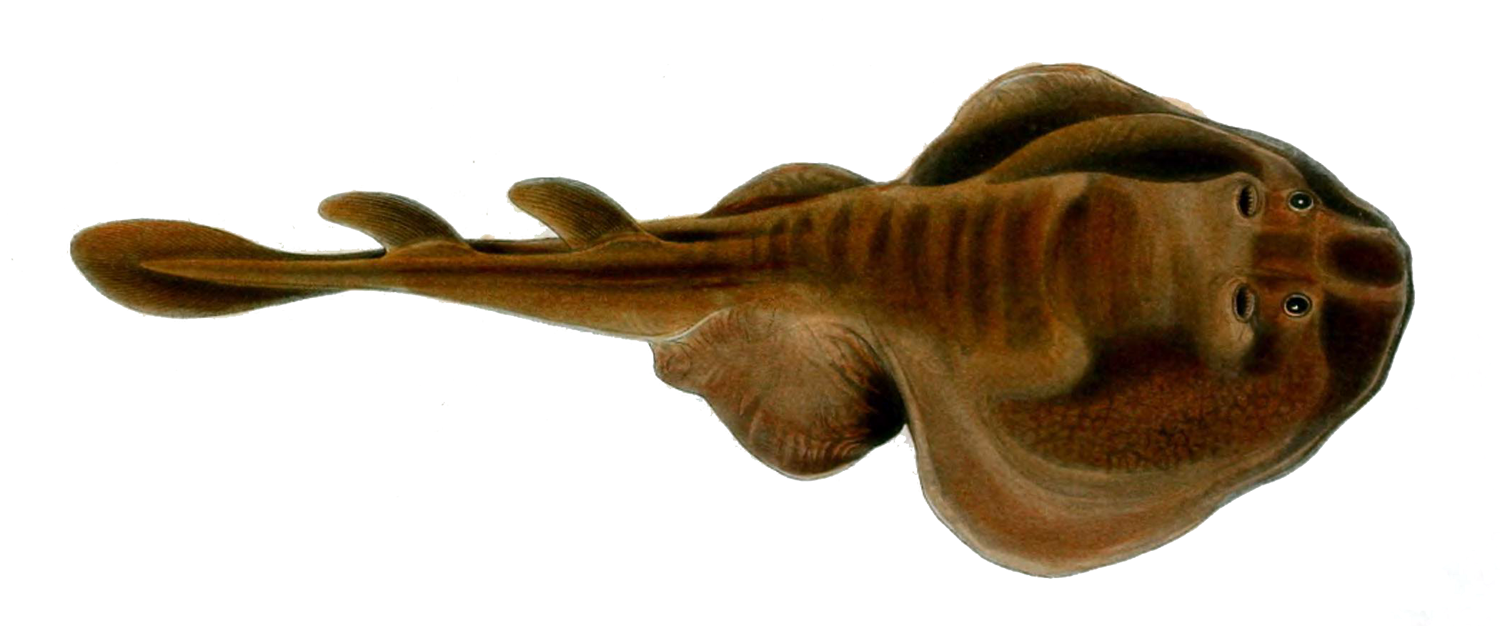
Narcina tasmánská (Narcine tasmaniensis) se dvěma jasně patrnýma hřbetníma ploutvema

Narcini mají měkké, holé, dorzoventráně silně zploštělé tělo, které je v přední části zakulaceno. Hřbetní ploutev může být jedna, dvě nebo může chybět. Hřbetní ploutev bývá posazena v zadní části těla. V případě dvou hřbetních ploutví mohou být tyto ploutve blízko nebo dále od sebe. Prsní ploutve jsou mohutné, srostlé s tělem; začínají u rypce a táhnou se po stranách těla až k oblasti, odkud vyrůstají břišní ploutve. Při bázi prsních ploutví se nachází elektrické orgány ve tvaru ledvin, které prosvítají skrze tenkou vrstvu kůže. Nízko položené břišní ploutve mají zkosené hrany nebo jsou rovnou zakulacené. Ocas připomíná ocas žraloka a dosahuje stejné nebo větší délky než tělo. Na hřbetní straně se nachází dvě malé oči, na břišní straně jsou příčně umístěna rovná ústa, u nichž se nachází hluboká drážka. Labiální chrupavky (párové chrupavčité struktury v koutcích úst podporující čelisti, typické pro paryby) jsou značně zesílené. Zuby jsou malé, zaoblené s malými hroty vyčnívajícími z korunek. Počet zubních řad se pohybuje mezi 12–33 v každé z čelistí. U báze břišních ploutví na břišní straně těla se nachází pět malých žaberních otvorů.
Dospělci dosahují délek kolem 15–86 cm, většinou méně než 50 cm. Barva dorzální neboli hřbetní strany těla bývá různá, může být např. bělavá, žlutavá, hnědavá, šedohnědá, zelenavá, červenavá nebo černá. Hřbetní strana bývá často pokryta různě velkými skvrnami, pruhy a linkami, které občas vykreslují komplexní podobu očí nebo ocelli na prsních ploutvích. Ventrální (břišní) strana těla bývá bílá, u hlubinných druhů černá. Rodí živá mláďata. Živí se bezobratlými živočichy. Jejich ústa se mohou dalece vysunout do podoby trubky, skrze kterou nasávají živočichy ze dna moře.

Vybraní zástupci
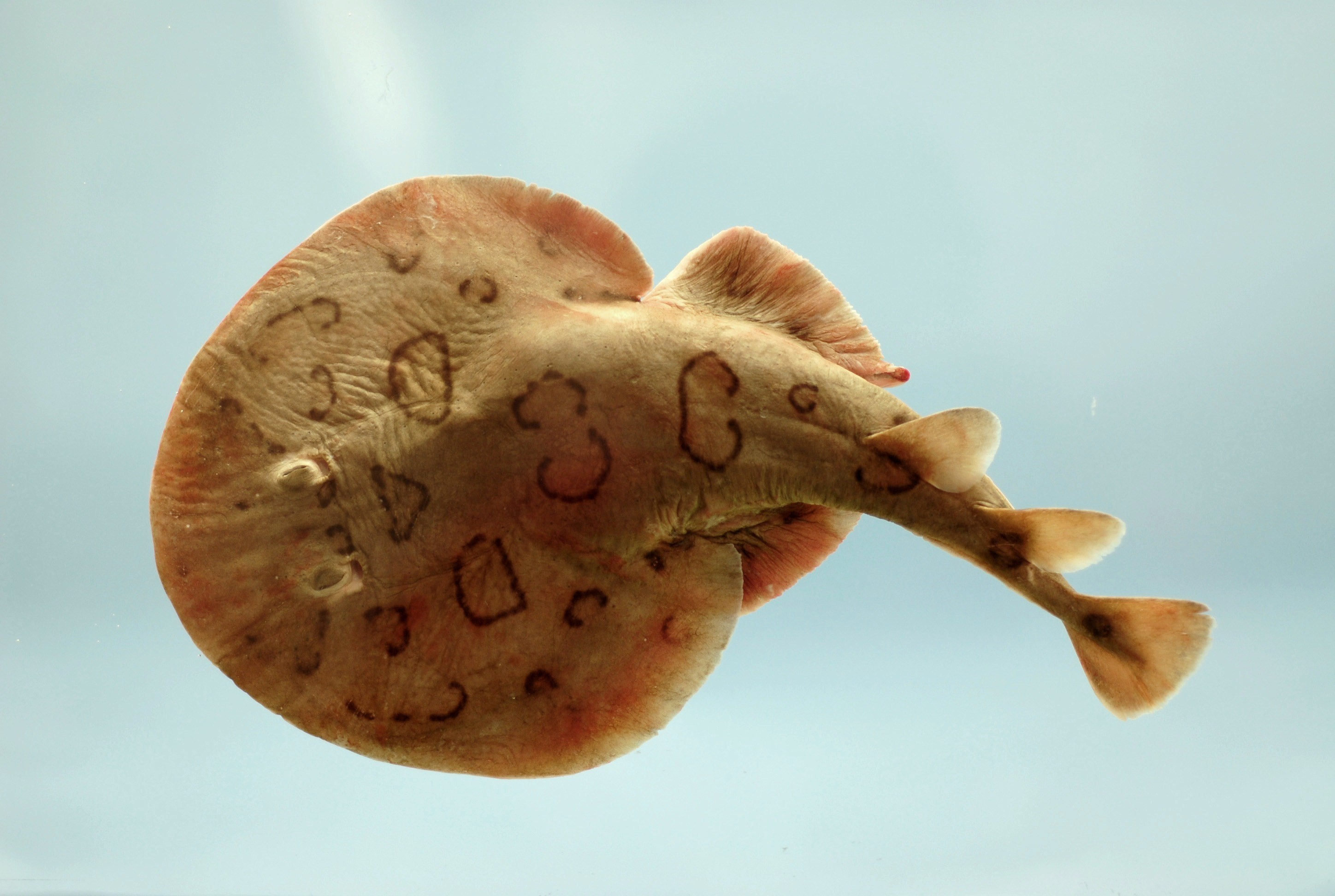
Narcina floridská (Narcine bancroftii)
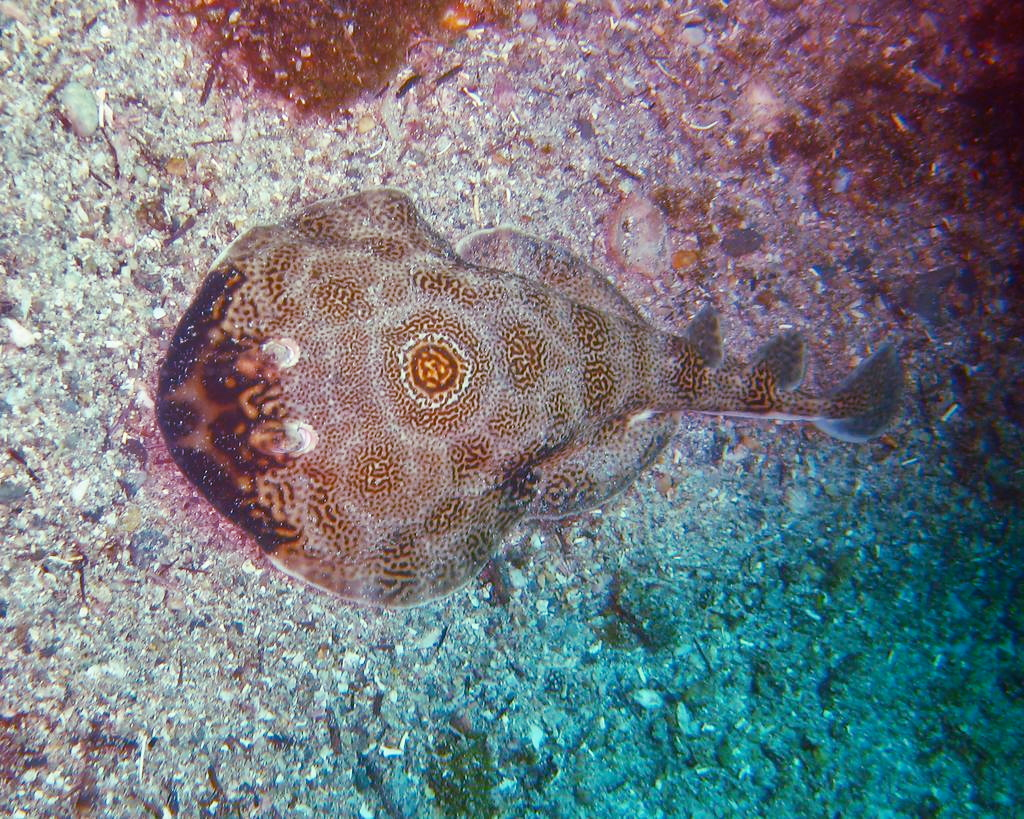
Narcina panamská (Diplobatis ommata)
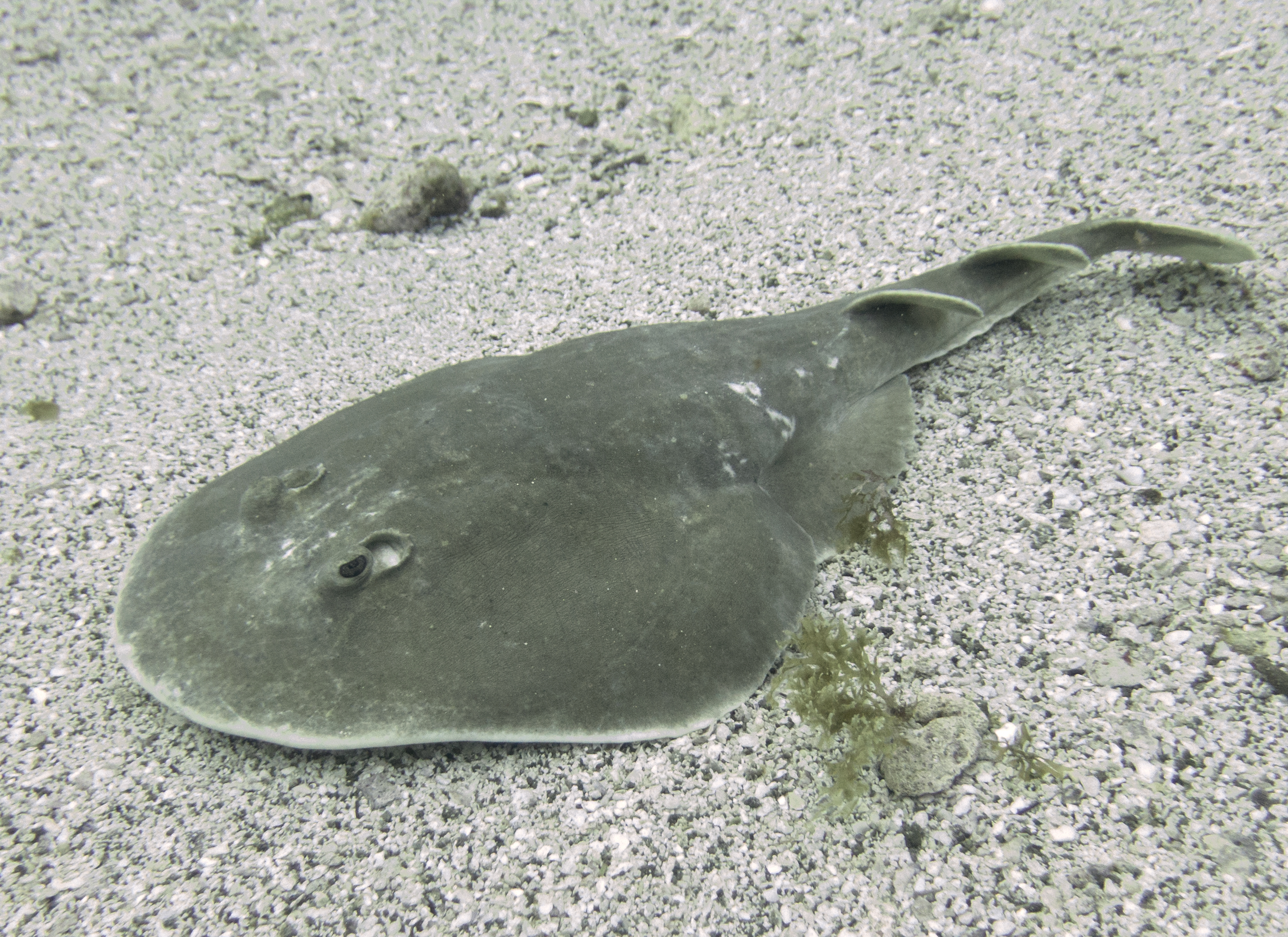
Narcina netečná (Narcine entemedor)

## Výskyt
Vyhledávají hlavně mělké příbřežní vody kontinentálních šelfů, nicméně několik druhů obývá i oblasti hlubších vod jako jsou ostrovní a kontinentální svahy do hloubky kolem 1100 m. Jedná se o pomalu plavající živočichy, kteří velkou část života tráví v klidovém stavu na dně písčitých či jemně bahnitých zátok a korálových útesů.

## Systematika

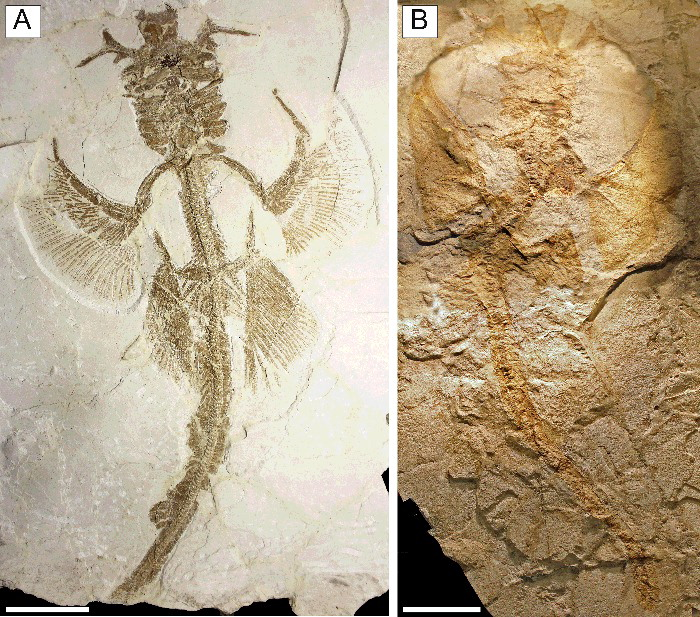
Fosilie eocenního rodu narcinovitých Titanonarke

Název čeledi Narcinidae je odvozen z řeckého narke, čili „paralýza“ (z tohoto řeckého slova se odvozuje i název narkotikum) a odkazuje k otupující bolesti, kterou způsobující narcinovití svými elektrickými orgány. Vnitřní systematika se neustále vyvíjí. V 5. vydání Fishes of the World z roku 2016 se rozlišovaly 2 podčeledi, a sice Narcininae a Narkinae s následujícími rody:
- podčeleď Narcininae
  - rod Benthobatis
  - rod Diplobatis
  - rod Discopyge
  - rod Narcine
- podčeleď Narkinae
  - rod Crassinarke
  - rod Electrolux
  - rod Heteronarce
  - rod Narke
  - rod Temera
  - rod Typhlonarke

Narkinae je někdy považována za samostatnou čeleď Narkidae (narkovití). K narcinovitým se ještě řadí vyhynulý eocenní rod Titanonarke, který je znám z fosilií ze severovýchodní Itálie.

## Vztah k lidem
Narcini nemají hospodářský význam, avšak bývají často nechtěně odchyceni komerčními rybáři, zejména během tralování. O populačních trendech narcinovitých se toho příliš neví, avšak dá se předpokládat, že hlavně v oblastech intenzivního tralování mohou být některé druhy ohroženy (to platí zejména o druhů s geograficky omezeným areálem výskytu).